# Ntaba KaNdoda

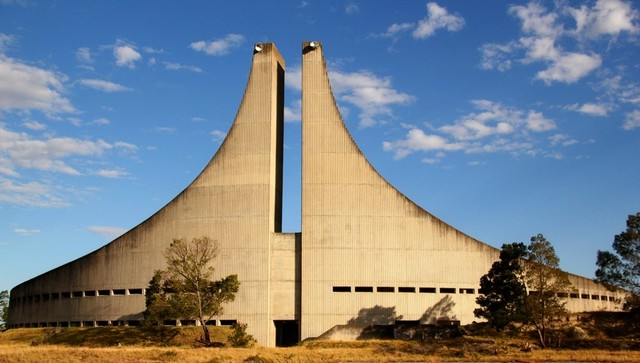
Die Gedenkstätte Ntaba KaNdoda

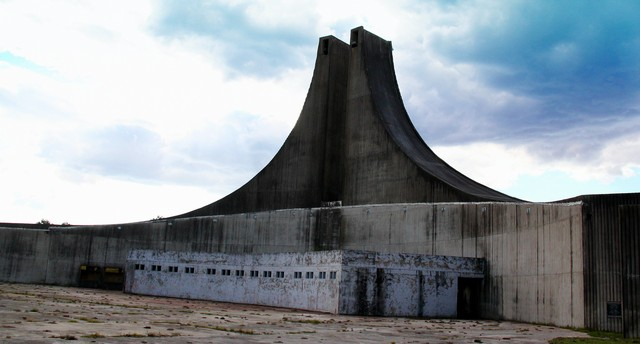
Zustand des Bauwerks im Jahr 2012

Die Gedenkstätte Ntaba KaNdoda National Monument wurde am 14. August 1981 in der Nähe des südafrikanischen Township Dimbaza durch die Territorialbehörde der Ciskei eröffnet. Ihr Name leitet sich von dem Khoi-Chief Ndoda ab, der im 18. Jahrhundert hier gelebt haben soll und von den Xhosa getötet wurde. Seine Frau übergab später das von ihm beherrschte Land an die Xhosa. Die Gedenkstätte wurde mit dem Anliegen erschaffen, an jene Xhosa-Häuptlinge zu erinnern, die in den Auseinandersetzungen mit den weißen Kolonisatoren um Landnutzungsrechte starben. Der Entwurf des Bauwerks entstand im Architekturbüro Zakrzewski Associates.

## Entstehung und Nutzung
Der Poet Samuel Mqhayi wird jedem Xhosa-Schulkind im Verlauf seiner Schulzeit bekannt. Von ihm stammt ein Vers, worauf sich die spätere Idee dieser Gedenkstätte gründet: „You should bless this Ntaba kaNdoda! You should wish good grace to Ntaba kaNdoda! I speak to you, nations of the Xhosa, You are the great nations of the Creations.“ Symbolisch wird hierbei auf die Überlegenheit der Xhosa-Krieger gegenüber den weißen Kolonialkräften angespielt.
Für den Bau des Ntaba KaNdoda National Monument sollen durch die Ciskei-Regierung mindestens 860.000 Rand aufgewendet worden sein. Die Ausführung lag in den Händen einer Firma LTA, die unter der Leitung von Regierungsvertretern stand.
Das Bauwerk war vorrangig ein Areal für Konferenzen und Parteiveranstaltungen. Eine openair-Arena bot 18.000 Sitzplätze. Im nahen Umfeld des Monument war vorgesehen auf einem so genannten Helden-Feld (Heroes Acre) politisch verdiente und verstorbene Persönlichkeiten beizusetzen, darunter auch die Chiefs in der Ciskei. Nicht alle Amtsträger waren von dieser Idee positiv ergriffen und ein loyaler Mfengu-Chief verweigerte sich diesem Ansinnen.
Die Gedenkstätte wurde ferner als Versammlungsplatz während der Regierungszeit von Präsident Lennox Leslie Sebe genutzt, der hier auch als lebensgroße Statue zu sehen war. Die Teilnahme der Bevölkerung an Veranstaltungen soll vielfach erzwungen und ein Fernbleiben mit Strafen belegt gewesen sein. Aus diesem Grund war dieser Ort unter der Bevölkerung wenig beliebt. Darum erlitt die Anlage nach dem Ende der Regierungszeit Sebes und der Auflösung der Homelands wiederholt Vandalismus und sie verfiel zunehmend.
Im Mitteilungsorgan der Ciskei-Regierung, Umthombo, instrumentalisierte sie die Gedenkstätte für ihre politischen Zeremonien u. a. mit der Aufforderung: „… wenn Sie stolz auf Ihr Land sind, sollten Sie Ihre Präsenz in Ntaba kaNdoda zeigen“. Alle Beamte, Lehrer, Mitarbeiter öffentlicher Unternehmen, weitere Funktionsträger und alle Personen mit Ansprüchen auf solche Tätigkeiten mussten zu den geladenen Veranstaltungen an diesem Ort erscheinen. Als die Bewohner des Township Zwelitsha im Jahr 1985 drohten, die Unabhängigkeitsfeiern des Homelands zu boykottieren, drohte Präsident Sebe mit der Abschaltung der Wasser- und Elektrizitätsversorgung in dieser Siedlung. Diese Gedenkstätte, als nationales Symbol vorgesehen, entstand in einer Zeit, als das Homeland Ciskei von Korruptionsfällen, inneren Unruhen und einem darin gipfelnden Umsturzversuch gegen ihren Präsidenten erschüttert wurde. Die regierende Personengruppe lebte in einem stark prestigeorientierten Stil, der sich von den Verhältnissen in der Mehrheitsbevölkerung weit entfernt hatte. Darum sollten die propagandistisch inszenierten Identifikationsveranstaltungen an diesem Ort innen- wie außenpolitisch das Bild von der vermeintlichen Einheit der Ciskei-Bevölkerung erzeugen.
Am 26. Februar 2011 wurde durch die Verwaltung des Amathole District Municipality eine Veranstaltung durchgeführt, die dazu diente, das Monument als ein Zeugnis der Geschichte des Landes einer Neubewertung anheimzustellen und in das Programm Amathole Heritage Initiative (AHI) aufzunehmen.

## Diverses
In einer Briefmarkenserie der Ciskei vom 4. Dezember 1986 zum 5. Jahrestag der proklamierten Unabhängigkeit des Homelands gab es eine Darstellung des Monuments auf dem 20-Cent-Wert.
Die Ciskei Police verlieh zwischen 1981 und 1995 eine Auszeichnung für höhere Offiziere mit der Bezeichnung Order of Ntaba kaNdoda (NKN).
Eine in der Ciskei zwischen 1987 und 1994 verliehene Verdienstmedaille für Zivilisten, als Ciskei Decoration for Merit (CDM) bezeichnet, zeigt auf ihrer Rückseite die Gedenkstätte.

## Rezeption
Eine im Jahre 2002 gegründete Bürgerinitiative in und um Keiskammahoek mit dem Namen Ntinga Ntaba kaNdoda artikuliert Interessen aus den ländlichen Gemeinschaften dieser Region. Kernanliegen ihrer Forderungen ist eine ökologisch-nachhaltige Entwicklung für dieses Gebiet und solidarische Organisationsformen in der Gesellschaft.

## Weiterführende Literatur
- Leroy Vail (Hrsg.): The Creation of Tribalism in Southern Africa. Berkeley 1989, S. 405–406 Link.
- Janet Hodgson: Ntaba KaNdoda: Orchestrating Symbols for National Unity in Ciskei. In: Journal of Theology for Southern Africa, Nr. 58 (März 1987), S. 18–31.